# Ryan O'Neal
Ryan O'Neal (rođen kao Charles Patrick Ryan O'Neal, Los Angeles, Sjedinjene Američke Države, 20. travnja 1941. — 8. prosinca 2023.) bio je američki glumac.
Rođen je u Los Angelesu u Kaliforniji, kao najstariji sin Patricije i Charlesa O'Neala, hollywoodskog scenarista i glumca. Njegov brat, Kevin, također je glumac i scenarist. Dio djetinstva proveo je u inozemstvu, posebno u Njemačkoj. Pohađao je srednju školu University High School u Los Angelesu i u to doba se bavio boksom.
Kao glumac, isprva nastupa u manjim ulogama u tv serijama (The Many Loves of Dobie Gillis, Bachelor Father, Leave It to Beaver, Westinghouse Playhouse i Wagon Train). 1961., zajedno s Leonardom Nimoyem gostuje u epizodi vestern serije Two Faces West. 1962. – 1963., redovno glumi u NBC vestern seriji Empire. 1962., gostuje u premijernoj epizodi ABC serije Our Man Higgins. Veliku popularnost postiže 1964. – 1966. hit sapunicom Peyton Place.
O'Nealova filmska karijera doživljava uzlet ulogom u drami 
Ljubavna priča, koja mu donosi nominaciju za Oscara. 1973., bio je iza Clinta 
Eastwooda, drugi na popisu najkomercijalnijih filmskih zvijezda. Status zvijezde potvrđuje nizom komedija redatelja Petera Bogdanovicha, započevši sa screwball komedijom Zašto te tata pušta samu? (What's Up, Doc? 1972.), zajedno s Barbrom Streisand, potom u Mjesecu od papira, (Paper moon 1973.) zajedno sa svojom kćerkom Tatum O'Neal, za tu ulogu nagrađenu oscarom, i Kino za groš (Nickelodeon 1976.), također zajedno s Tatum O'Neal. Druge su značajne uloge u filmovima Barry Lyndon Stanleya Kubricka, (1975.), Nedostižni most Richarda Attenborougha (1977.), Oliver's Story (1978., nastavak Ljubavne priče), i The Driver Waltera Hilla, (također 1978.). 
Krajem 1970-ih doživljava pad u karijeri, te kasnije rjeđe glumi u filmovima, među kojima Irreconcilable Differences (1984.), i povremeno u tv serijama: Good Sports (1991.) i Bones (2007. – 2010.).

## Izabrana filmografija
- Ljubavna priča (1970.)
- Zašto te tata pušta samu? (1972.)
- Mjesec od papira (1973.)
- Barry Lyndon (1975.)
- Kino za groš (1976.)
- Nedostižni most (1977.)
- The Driver (1978.)
- Irreconcilable Differences (1984.)

## Vanjske poveznice
- Ryan O'Neal u internetskoj bazi filmova IMDb-u (engl.)